# مسجد لال باشا

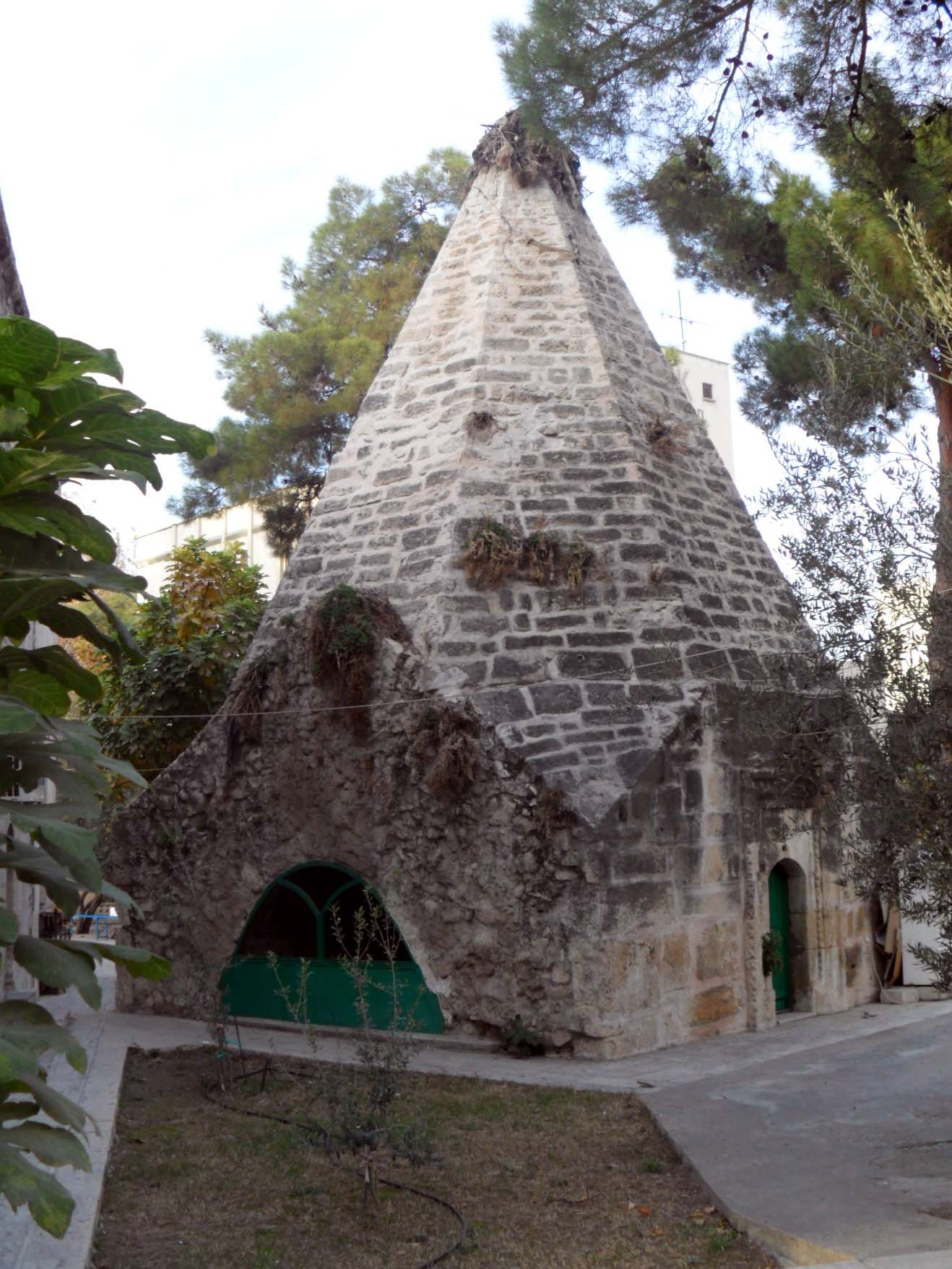
ضريح

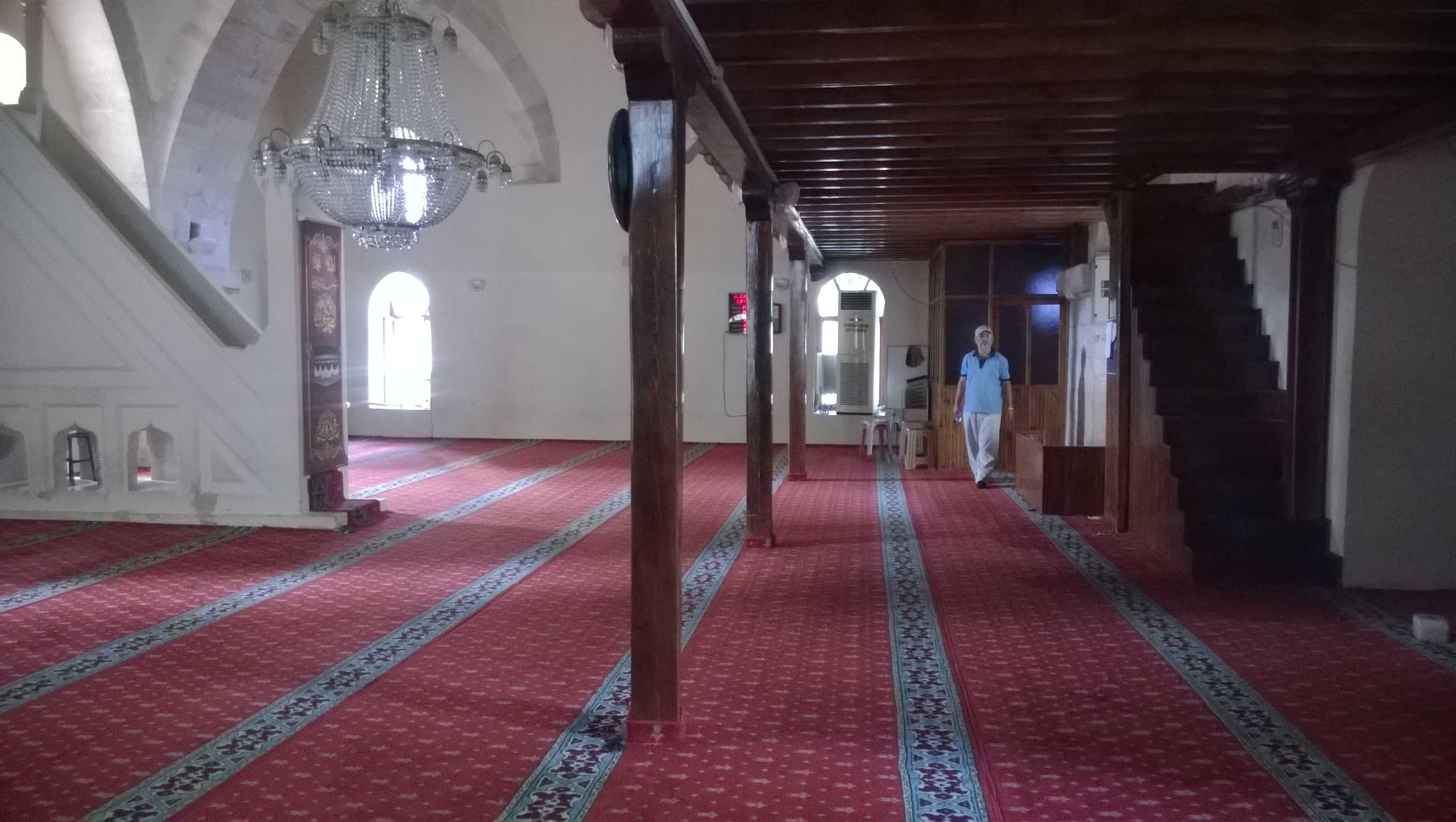
الداخلية

مسجد لال باشا هو مسجد يعود تاريخه إلى العصور الوسطى ويقع في مدينة موت في محافظة مرسين تركيا. (وتُستخدم أيضًا أسماء مثل لال باشا، ولال باشا، ولالا آغا.)

## تاريخ
كان لال باشا أحد كبار البيروقراطيين في دولة القرمان التركمانية في الأناضول. كان في شبابه خادماً لعلاء الدين علي القرمان. لكن علاء الدين بك قام بتدريبه وتعيينه حاكمًا لمدن مختلفة في مملكة كارامان بما في ذلك نيغدة وموت.  تم بناء مسجد لال باشا على يد لال باشا بأمر من إبراهيم بك قرامان في حوالي عام 1444. بعد عام 1471، تم فتح جميع أراضي دولة كارامان على يد القائد العثماني جيديك أحمد باشا. خلال الحرب، تم هدم العديد من المباني التي بناها القرامانيون. لكن مسجد لال باشا نجا. وبحسب النقوش الموجودة على جدران المسجد، فقد شهد في الماضي إصلاحين واسعي النطاق. كانت المئذنة التي دمرت بالكامل قد أعيد بناؤها منذ حوالي 50 عام.

## المخطط
يقع المسجد عند 36°38′40″N 33°26′10″E / 36.64444°N 33.43611°E، في وسط المدينة بين القلعة والخان، وكلاهما بنفس قدم عمر المسجد. مخطط المسجد مربع، والذي أصبح فيما بعد نمطًا شائعًا في العمارة العثمانية. توجد قبة كبيرة مبنية من حجارة مسطحة الوجه. وكان القباب مغطى بخمس قباب صغيرة. يوجد في صحن المسجد ضريحان مخروطيان صغيران، أحدهما أصلي والآخر أضافه العثمانيون. وفقًا لأوليا جلبي، كاتب الرحلات التركي في القرن السابع عشر، فإن قبر لال باشا موجود في الضريح الأول.